# Oryzomys nelsoni
Oryzomys nelsoni is een uitgestorven zoogdier uit de familie van de Cricetidae. De wetenschappelijke naam van de soort werd voor het eerst geldig gepubliceerd door Merriam in 1898.

## Voorkomen
De soort kwam voor in Mexico.